# Tour of Beijing
Tour of Beijing – wielodniowy wyścig kolarski rozgrywany w Chinach, ze startem i metą w Pekinie. W latach 2011–2014 należał do cyklu UCI World Tour.
Wyścig po raz pierwszy odbył się w 2003 (zwyciężył wówczas Australijczyk Glen Chadwick), jednak oficjalna premiera miała miejsce w październiku 2011, po podpisaniu przez UCI i miasto Pekin czteroletniej umowy o współpracy. W 2014 UCI podjęła decyzję o nieprzedłużaniu kontraktu, tak więc edycja 2014 była ostatnią w dotychczasowej historii wyścigu.

## Lista zwycięzców
Opracowano na podstawie:
| Rok  | Pierwsze         | Drugie            | Trzecie              |
| ---- | ---------------- | ----------------- | -------------------- |
| 2011 | Tony Martin      | David Millar      | Chris Froome         |
| 2012 | Tony Martin      | Francesco Gavazzi | Edvald Boasson Hagen |
| 2013 | Beñat Intxausti  | Daniel Martin     | David López García   |
| 2014 | Philippe Gilbert | Daniel Martin     | Esteban Chaves       |